# تسلسل أحداث الحرب العالمية الثانية في عام (1943)

## يناير

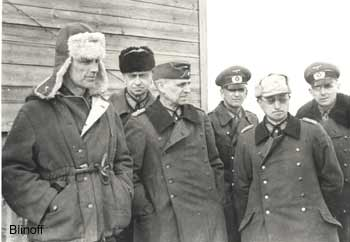
المشير باولوس وطاقمه يستسلمون في ستالينغراد

1: انسحاب فرقة البانزر الألمانية الأولى من منطقة نهر تيريك في جنوب روسيا لمنع التطويق. 
2: الأمريكيون والأستراليون يستعيدون بونا ، غينيا الجديدة . 
5: ثمانية عشر دولة تصدر إعلانًا في لندن يوضح عزمها على "مكافحة وهزيمة نهب القوى المعادية للأراضي التي تم اجتياحها أو السيطرة عليها" واتخاذ التدابير لاستعادة الممتلكات بعد الحرب. 
7 : إنزال المزيد من القوات اليابانية في لاي ، غينيا الجديدة.
9 : أعادت فرقة العمل الغربية للولايات المتحدة تشكيل الفيلق المدرع الأول .
10: شنت القوات السوفيتية هجومًا هجوميًا شاملاً على فولغوغراد ؛ كما أنها تجددت الهجمات في الشمال ( لينينغراد ) وفي القوقاز .
14: بدء مؤتمر الدار البيضاء لقادة الحلفاء. يناقش ونستون تشرشل وفرانكلين روزفلت الغزو النهائي لأوروبا القارية، والغزو الوشيك لصقلية وإيطاليا، وحكمة مبدأ "الاستسلام غير المشروط".
15: بدأ البريطانيون هجومًا يهدف إلى الاستيلاء على مدينة طرابلس الليبية البعيدة.
16: العراق تعلن الحرب على دول المحور. 

: القوات الجوية الملكية تبدأ قصف برلين لمدة ليلتين.
18: انتفاضة اليهود في غيتو وارسو لأول مرة، لتبدأ انتفاضة غيتو وارصوفيا .

: المدافعون المحاصرون عن لينينغراد يتواصلون مع قوات الإغاثة.
19 : ترقية الجنرال جورجي جوكوف إلى رتبة مارشال مع اقتراب صراع ستالينجراد من نهايته.
20: هاجمت يو إس إس قافلة يابانية على بعد 286 ميلاً من تروك ، جزر كارولين في طريقها إلى جزر سليمان، مما أدى إلى غرق وسيلة النقل ميو مارو وإتلاف سورابايا مارو. 
21: استولت قوات الجيش الأحمر على آخر مطار في ستالينغراد، مما يضمن أن لوفتفافه لن تكون قادرة على إمداد القوات الألمانية بمزيد من الإمدادات؛ يطالب هتلر فريدريش باولوس بمواصلة القتال وترقية باولوس إلى رتبة مشير من أجل رفع الروح المعنوية.

: جيوش الجيش الأحمر تحقق انتصارات أكثر في القوقاز.
22: الحلفاء يحررون ساناناندا ، غينيا الجديدة. 
23: الاستيلاء البريطاني على طرابلس، ليبيا. 

 : اليابانيون يواصلون قتالهم في غرب جوادالكانال ؛ ويبدو أنهم الآن قد تخلوا تماماً عن حملة غينيا الجديدة .
24: انتهاء مؤتمر الدار البيضاء. يصر الحلفاء على الاستسلام غير المشروط من ألمانيا. 

 : القوات الألمانية في ستالينغراد في المراحل الأخيرة من الانهيار.
25: وصول الفيلق الرابع عشر للولايات المتحدة إلى مسرح المحيط الهادئ.
26: القوات السوفيتية تستعيد فارونيش . 
27: 50 قاذفة قنابل تشن أول غارة جوية أمريكية ضد ألمانيا . فيلهلمسهافن ، القاعدة البحرية الكبيرة، هي الهدف الأساسي.
28: قانون التجنيد الجديد في ألمانيا: الرجال الذين تتراوح أعمارهم بين 16 و65 عاما والنساء بين 17 و50 عاما مفتوحون للتعبئة. 

: حصل جورجي جوكوف على وسام سوفوروف الأول من الدرجة الأولى.
29: بدء المعركة البحرية في جزيرة رينيل بالقرب من غوادالكانال. فاز اليابانيون على الأمريكيين والولايات يو إس إس ضائعة.
30: تم تطهير آخر اليابانيين من غوادالكانال دون أن تكتشفهم القوات الأمريكية.

: في الذكرى العاشرة لصعوده إلى السلطة، ألقى هتلر خطابًا قام فيه بترقية الجنرال باولوس إلى رتبة مشير. يتضمن ذلك تذكيرًا بأنه لم يستسلم أو يتم القبض على أي مشير ألماني على الإطلاق.
31 :فريدريش باولوس ( الجنرال فيلدمارشال قائد الجيش الألماني السادس ) وموظفوه يستسلمون للقوات السوفيتية في ستالينغراد، وهي المرة الأولى التي يُفقد فيها مشير ألماني ويستسلم وبالتالي يتم أسره من قبل العدو.  

## فبراير

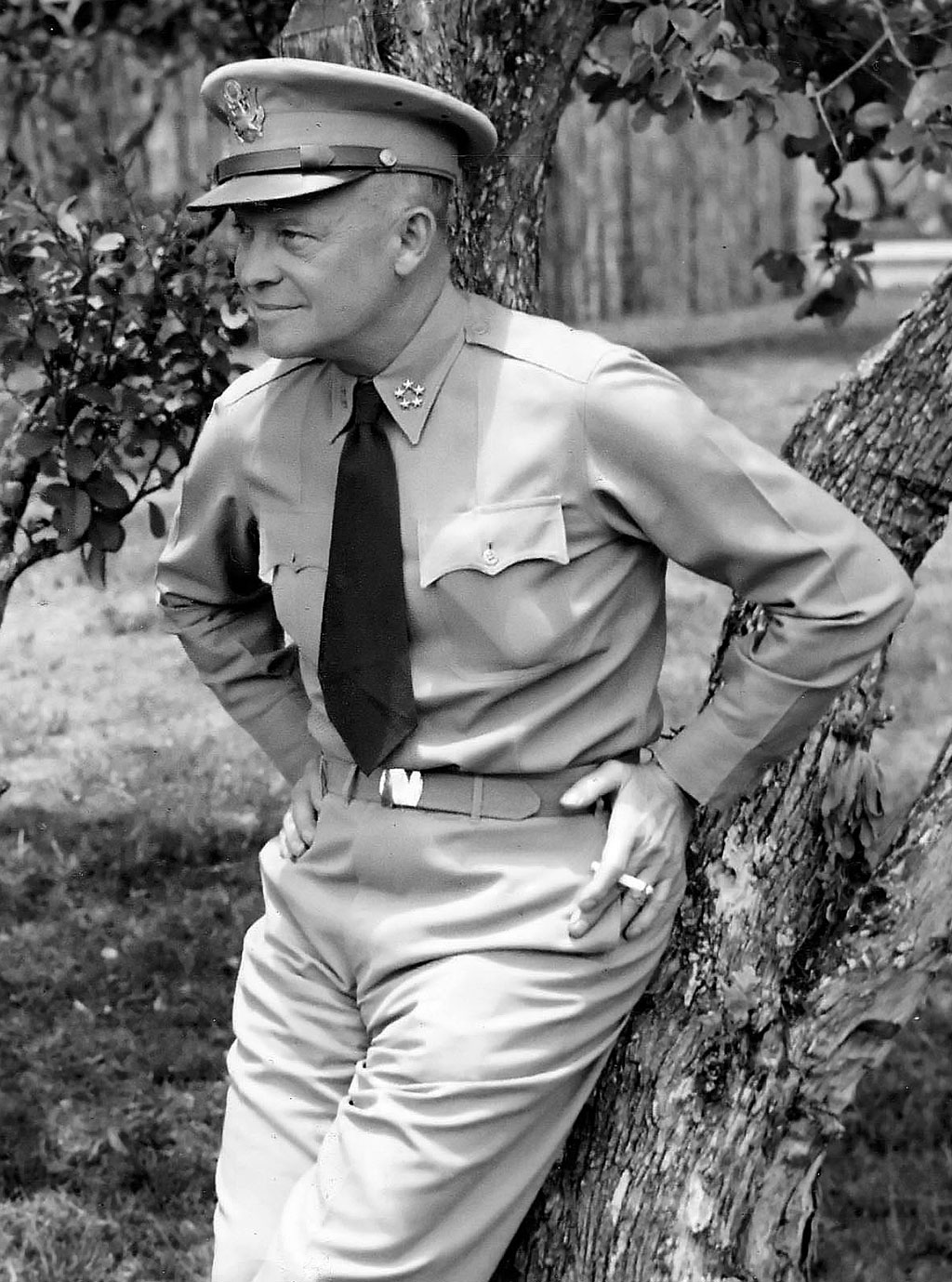
الجنرال دوايت أيزنهاور

2: في الاتحاد السوفيتي ، تنتهي معركة ستالينجراد بالاستسلام الرسمي للجيش السادس الألماني. تم إبلاغ الجمهور الألماني بهذه الكارثة، وهي المرة الأولى التي تعترف فيها الحكومة النازية بالفشل في المجهود الحربي.

: تراجع روميل إلى داخل تونس ، وأقام قواته على خط مارث . وفي غضون يومين، انتقلت قوات الحلفاء إلى تونس لأول مرة من الجنوب.
5: الحلفاء الآن لديهم كل ليبيا تحت سيطرتهم.
7: في الولايات المتحدة، أُعلن أن تقنين الأحذية سيدخل حيز التنفيذ خلال يومين.
8 أغسطس يبدأ الصينيون ("مجموعة اختراق بعيدة المدى") بقيادة الجنرال البريطاني أورد وينجيت بالتوغل في بورما.

 : وصول الفيلق السادس للولايات المتحدة إلى شمال أفريقيا.
9: تم تأمين وادي القنال أخيرًا؛ إنه أول إنجاز كبير للهجوم الأمريكي في حرب المحيط الهادئ.

 : تتعرض ميونيخ وفيينا لقصف شديد، إلى جانب برلين.
11: تم اختيار الجنرال الأمريكي دوايت أيزنهاور لقيادة جيوش الحلفاء في أوروبا.
13: روميل يشن هجومًا مضادًا ضد الأمريكيين في غرب تونس. يأخذ سيدي بوزيد وقفصة . تبدأ معركة ممر القصرين : وسرعان ما تضطر القوات الأمريكية عديمة الخبرة إلى التراجع.
14: تحرير روستوف على نهر الدون من قبل الجيش الأحمر.
16: الاتحاد السوفييتي يستعيد خاركوف ، ولكن تم طرده لاحقًا في معركة خاركوف الثالثة .

: رئيس وزراء فيشي فرانس بيير لافال ووزير العدل جوزيف بارتيليمي ينشئان رسميًا خدمة العمل الإلزامي (STO)
18: في خطاب ألقاه في برلين سبورتبالاست، أعلن وزير الدعاية الألماني جوزيف جوبلز " حربًا شاملة " ضد الحلفاء. النازيون يعتقلون أعضاء حركة الوردة البيضاء ، وهي مجموعة شبابية مناهضة للنازية.

: قام الصينيون بقيادة وينجيت بقطع خط السكة الحديد بين ماندالاي ومييتكيينا .
21: الأمريكيون يستولون على جزر راسل، وهي جزء من سلسلة جزر سليمان.
22: إعدام هانز وصوفي شول من حركة الوردة البيضاء.
22 : رفض أسرى الحرب اليابانيين العمل في معسكر فيذرستون لأسرى الحرب ؛ وتصاعد الأمر إلى اشتباك مميت بين النزلاء والحراس.
28 : عملية Gunnerside : نجح ستة نرويجيين بقيادة يواكيم رونبيرج في مهاجمة محطة الماء الثقيل فيمورك .

## مارس

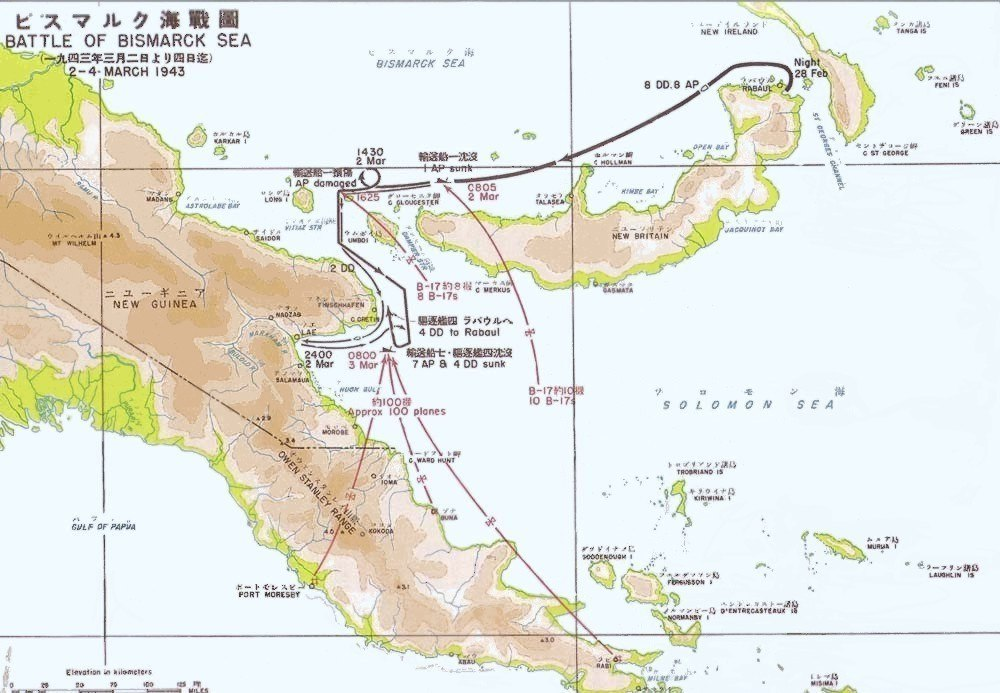
معركة بحر بسمارك

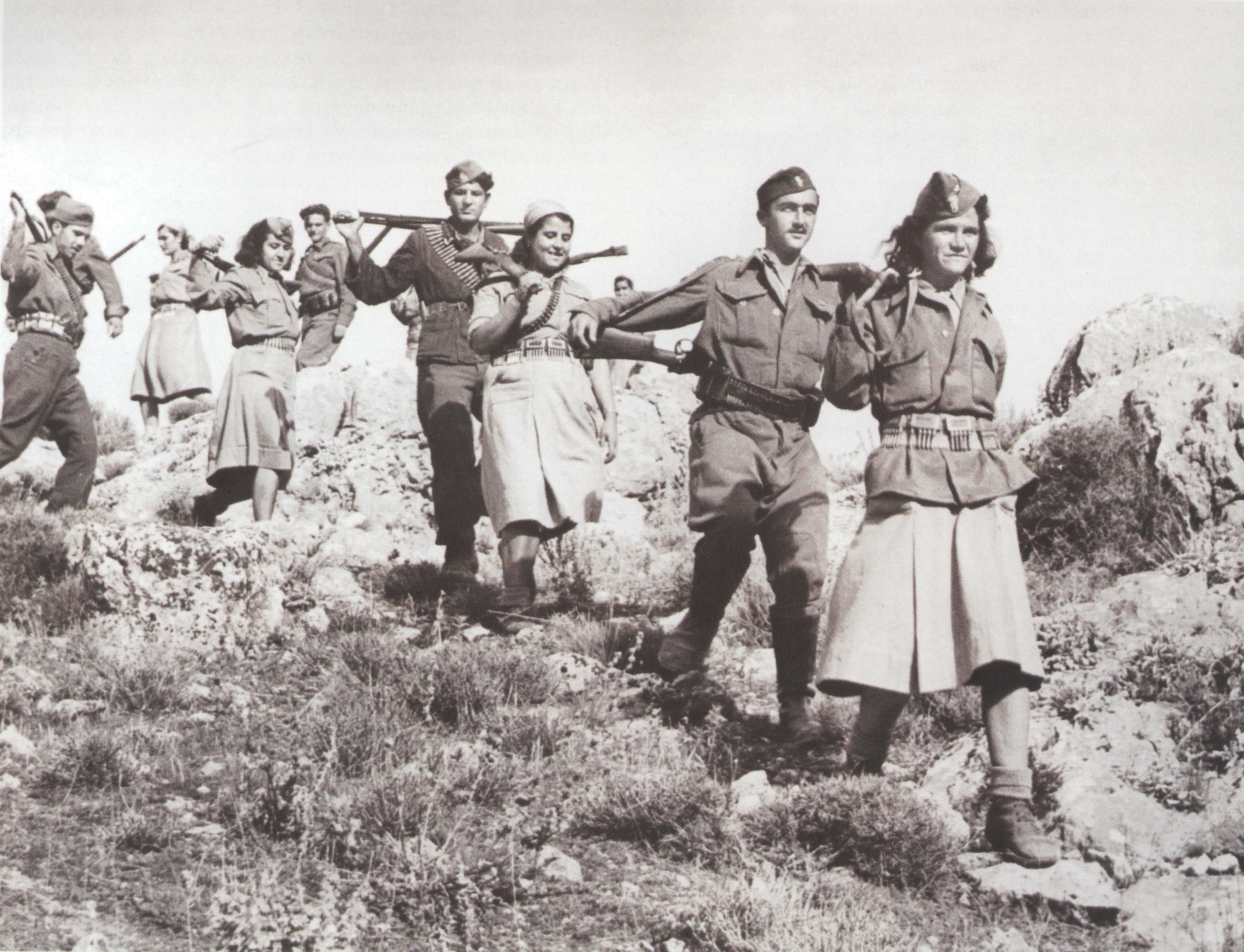
جيش التحرير الشعبي اليوناني أو ELAS

1: أصبح هاينز جوديريان المفتش العام للقوات المدرعة للجيش الألماني.
2: معركة بحر بسمارك . أغرقت القوات البحرية الأمريكية والأسترالية، على مدار ثلاثة أيام، ثماني ناقلات جنود يابانية بالقرب من غينيا الجديدة.

: يواصل Chindits التابع لـ Wingate ضرباتهم المحلية في بورما.
5 : التقدم الألماني حول خاركوف يهدد مكاسب الجيش الأحمر السابقة.

: قصف مدينة إيسن، إيذانًا ببداية هجوم دام أربعة أشهر على منطقة الرور الصناعية، معركة الرور.
6: معركة مدنين ، تونس. إنها معركة رومل الأخيرة في أفريقيا حيث يضطر إلى التراجع.
8: استمرار الهجمات الألمانية المضادة حول خاركوف.

 : نورمبرغ تتعرض لقصف شديد.
9 أكتوبر نفذ أفراد من كالكوتا لايت هورس هجومًا سريًا ضد سفينة تجارية ألمانية كانت تنقل مواقع الحلفاء إلى غواصات يو من ميناء مورموغاو في محمية البرتغال المحايدة، إقليم جوا الهندي.

: ميونيخ تتعرض لقصف شديد.
10: تشكيل القوة الجوية الرابعة عشرة للقوات الجوية الأمريكية في الصين، تحت قيادة الجنرال كلير لي تشينولت ، الرئيس السابق لـ " النمور الطائرة ".

: مجلس النواب الأمريكي يصوت على تمديد خطة الإعارة والتأجير .
11: دخول الألمان إلى خاركوف ويستمر الصراع العنيف مع الجيش الأحمر.
12. أصبحت كارذيتسا في اليونان أول مدينة في أوروبا يتم تحريرها من الاحتلال النازي ، بعد حملة خاضها ELAS ، جيش التحرير الشعبي اليوناني.
13: القوات الألمانية تقوم بتصفية الحي اليهودي في كراكوف .
16: التقارير الأولى عن مذبحة كاتين في بولندا تتسرب إلى الغرب؛ تقول التقارير أن أكثر من 22000 أسير حرب قتلوا على يد المفوضية الشعبية للشؤون الداخلية ، الذين ألقوا باللوم في النهاية على الألمان في المذبحة.

: ستالين للمرة التاسعة يطالب بـ "جبهة ثانية" متهماً حلفاءه بالخيانة.
17 : خسائر مدمرة للقوافل في المحيط الأطلسي بسبب زيادة نشاط الغواصات. يبدو أن وسط المحيط الأطلسي لا يغطيه الطائرات أو السفن بشكل كافٍ.
18 : يقود الجنرال جورج س. باتون دبابات الفيلق الثاني إلى قفصة بتونس.
20 : بدأت قوات مونتغمري اختراقًا في تونس، وضربت خط مارث.
23: الدبابات الأمريكية تهزم الألمان في معركة القطار في تونس.
26 :اختراق البريطانيين لخط مارث بالجنوب التونسي مما يهدد الجيش الألماني بأكمله. الألمان يتحركون شمالاً.

: معركة جزر كوماندورسكي . في جزر ألوشيان، اعترضت القوات البحرية الأمريكية محاولة يابانية لتعزيز حامية في كيسكا . يؤدي ضعف القيادة على كلا الجانبين إلى طريق مسدود، وينسحب اليابانيون دون تحقيق هدفهم.

## أبريل
1: يواصل الحلفاء الضغط على الألمان في زاوية تونس.
3: أدت التوترات العنصرية بين مشاة البحرية الأمريكية والقوات النيوزيلندية من أصل ماوري إلى معركة شارع الأخلاق ، وهي أعمال شغب صغيرة النطاق لم تقع فيها وفيات.
4 : حدثت عملية الهروب الوحيدة واسعة النطاق لأسرى الحرب التابعين للحلفاء من اليابانيين في المحيط الهادئ عندما هرب عشرة أسرى حرب أمريكيين واثنين من المدانين الفلبينيين من مستعمرة دافاو الجزائية في جزيرة مينداناو في جنوب الفلبين. كان أسرى الحرب الهاربون أول من نشر أخبار مسيرة الموت سيئة السمعة في باتان وغيرها من الفظائع التي ارتكبها اليابانيون في العالم. 
7 : يجتمع هتلر وموسوليني معًا في سالزبورغ ، بهدف رفع معنويات موسوليني المتضائلة.   

 : القوات المتحالفة – الأمريكيون من الغرب، والبريطانيون من الشرق – تترابط بالقرب من قفصة في تونس.

: بوليفيا تعلن الحرب على ألمانيا واليابان وإيطاليا. 
10: دخول الجيش البريطاني الثامن إلى صفاقس بتونس.  
13 أغسطس أعلن راديو برلين عن اكتشاف الفيرماخت لمقابر جماعية للبولنديين الذين يُزعم أنهم قتلوا على يد السوفييت في مذبحة كاتين .
15: فنلندا ترفض رسميًا الشروط السوفيتية للسلام. 

: غارة ثقيلة لسلاح الجو الملكي البريطاني على شتوتغارت.
18 : مقتل الأدميرال إيسوروكو ياماموتو ، كبير مهندسي الإستراتيجية البحرية اليابانية، عندما أسقطت طائرات أمريكية من طراز بي-38 طائرته فوق بوغانفيل. كان في جولة تفقدية. 

 : "مذبحة أحد الشعانين" : تم إسقاط أعداد كبيرة من طائرات نقل القوات الألمانية قبل وصولها إلى تونس، حيث كان من المقرر أن تلتقط القوات الألمانية المعزولة.
19-30: انعقاد مؤتمر برمودا في هاملتون، برمودا . زعماء المملكة المتحدة والولايات المتحدة يناقشون محنة اليهود الأوروبيين. 
19 : انتفاضة غيتو وارسو : عشية عيد الفصح، يقاوم اليهود المحاولات الألمانية لترحيل الجالية اليهودية.  
19: في بلجيكا المحتلة، هاجم الثوار قافلة للسكك الحديدية كانت تنقل اليهود البلجيكيين إلى أوشفيتز. إنه أكبر هجوم على قطار الهولوكوست في الحرب وهروب 236 يهوديًا.
26:استولى البريطانيون أخيرًا على "لونج ستوب هيل" في تونس، وهو موقع رئيسي على الطريق المؤدي إلى تونس.
28 :يحاول الحلفاء سد فجوة وسط المحيط الأطلسي في الحرب ضد غواصات يو بقاذفات بعيدة المدى.
30 : عملية اللحم المفروم : أطلق طاقم الملازم جيويل سراح جثة تحمل وثائق مزورة بالقرب من الساحل الإسباني. في وقت لاحق، جرفت الأمواج الجثة إلى الساحل الإسباني واكتشفها صياد محلي. سوف يستمرون في تضليل الألمان بشأن موقع وتوقيت غزو الحلفاء لصقلية.

## مايو

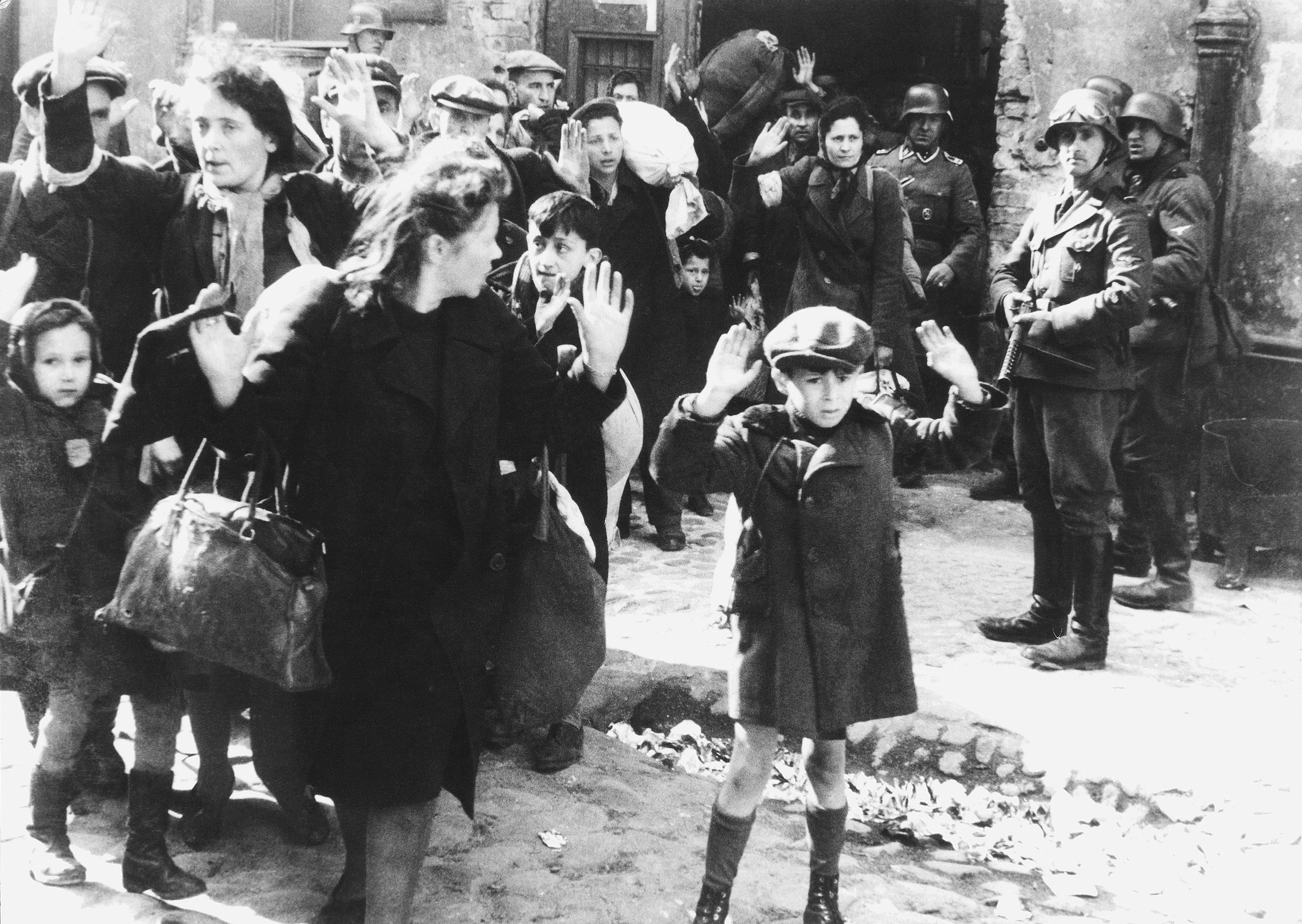
النساء والأطفال الذين أجبروا على الخروج من المخبأ من قبل رجال قوات الأمن الخاصة المسلحة أثناء قمع انتفاضة غيتو وارسو

1: الحلفاء يقتربون من الألمان المحاصرين في منطقة تونس.
2: الطائرات اليابانية تقصف داروين مرة أخرى بأستراليا.
7: الاستيلاء على تونس من قبل الجيش البريطاني الأول. في هذه الأثناء، الأمريكيون يستولون على بنزرت.
9: بدأ اليابانيون مذبحة للمدنيين استمرت ثلاثة أيام؛ قُتل حوالي 30 ألف صيني في مذبحة تشانغجياو . 
11: القوات الأمريكية والكندية تغزو جزيرة أتو في جزر ألوشيان في محاولة لطرد القوات اليابانية المحتلة.  
12: يبدأ مؤتمر ترايدنت في واشنطن العاصمة بمشاركة فرانكلين روزفلت ووينستون تشرشل. المناقشات تدور في الغالب حول الإستراتيجية المستقبلية.  
13: استسلام ما تبقى من قوات أفريكا كوربس الألمانية والقوات الإيطالية في شمال أفريقيا لقوات الحلفاء . الحلفاء يأخذون أكثر من 250 ألف سجين.  
15: الفرنسيون يشكلون "حركة المقاومة".
16: انتهاء انتفاضة غيتو وارسو . تم تدمير الحي اليهودي، ومقتل حوالي 14.000 يهودي وإرسال حوالي 40.000 آخرين إلى معسكرات الموت في مايدانيك وتريبلينكا .   

17: شن الألمان هجومهم الرئيسي الخامس ضد أنصار تيتو في يوغوسلافيا .  
19: ونستون تشرشل يلقي كلمة أمام جلسة مشتركة للكونغرس الأمريكي. وأشاد بالشراكة بين الحليفين. 
22 : الحلفاء يقصفون صقلية وسردينيا، وكلاهما موقعان محتملان للهبوط.
24 : أمر الأدميرال كارل دونيتز غالبية غواصات يو بالانسحاب من المحيط الأطلسي بسبب الخسائر الفادحة التي لحقت بتكتيكات الحلفاء الجديدة المضادة للغواصات . بحلول نهاية الشهر، فقدت 43 غواصة، مقارنة بـ 34 سفينة تابعة للحلفاء غرقت. ويشار إلى هذا باسم " مايو الأسود ".  

: جوزيف منجيل يصبح كبير المسؤولين الطبيين في أوشفيتز . 
29 : قنابل سلاح الجو الملكي البريطاني فوبرتال ، مما تسبب في خسائر فادحة في صفوف المدنيين.
30: أصبحت جزيرة أتو تحت السيطرة الأمريكية مرة أخرى مع انتهاء معركة أتو . 
31: قنبلة أمريكية من طراز بوينغ بي-17 على نابولي.

## يونيو
4: الجنرال هنري جيرو يصبح القائد الأعلى للقوات الفرنسية الحرة . 
8 أغسطس: بدأت القوات اليابانية في إخلاء جزيرة كيسكا في جزر ألوشيان، آخر موطئ قدم لها في نصف الكرة الغربي. يقترب الحدث من عام هبوطهم. 
11: الفرقة الأولى البريطانية تستولي على جزيرة بانتيليريا الإيطالية، بين تونس وصقلية، وتأسر 11000 جندي إيطالي. 
12: استسلام جزيرة لامبيدوزا الإيطالية الواقعة بين تونس وصقلية للحلفاء. 
13: خسائر فادحة للطائرات الأمريكية فوق مدينة كييل . 
17 : يقصف الحلفاء صقلية والبر الرئيسي الإيطالي، مع تزايد المؤشرات على غزو وشيك.
21 : افتتاح عملية كارتوويل مع هبوط كتيبة مشاة البحرية الأمريكية الرابعة في سيجي بوينت في نيو جورجيا في جزر سليمان، بداية حملة جورجيا الجديدة . ولن يتم تأمينه حتى أغسطس.  
23 : هبوط القوات الأمريكية في جزر تروبرياند القريبة من غينيا الجديدة. تستمر الإستراتيجية الأمريكية المتمثلة في قيادة جنوب غرب المحيط الهادئ عن طريق " التنقل بين الجزر ".
24:استمرار الهجمات على وادي الرور الصناعي. إحدى النتائج هي إجلاء أعداد كبيرة من المدنيين الألمان من المنطقة.
30 : هبوط القوات الأمريكية في جزيرة ريندوفا ، جورجيا الجديدة، وهي جزء آخر من عملية عجلة العجلة.  

## يوليو

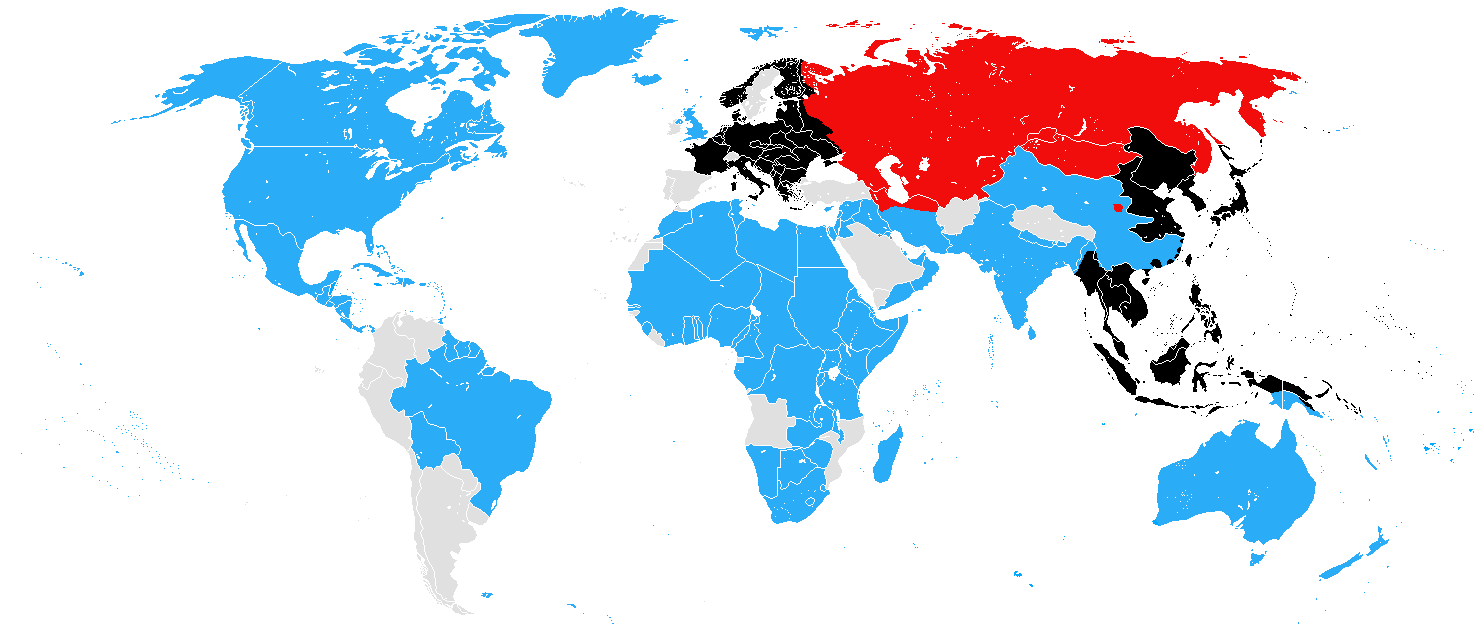
حالة الحلفاء وقوى المحور في يوليو 1943

4: وفاة الزعيم البولندي المنفي الجنرال فلاديسلاف سيكورسكي في حادث تحطم طائرة في جبل طارق.  
5: بدء عملية القلعة ( معركة كورسك ).  

: إبرام اتفاقية العصابات الوطنية في اليونان المحتلة والتي تهدف إلى تنسيق أعمال حركة المقاومة في اليونان.
6 : السفن الأمريكية واليابانية تخوض معركة خليج كولا في جزر سليمان.  
7 : والتر دورنبيرجر يطلع هتلر على صاروخ فاو-2 ، الذي يوافق على المشروع كأولوية قصوى. 
10: بدء عملية الهاسكي ( غزو الحلفاء لصقلية ).  
11: جيش المتمردين الأوكراني يذبح البولنديين في دومينوبول .
12:/:13: قبالة جزر سليمان، حقق اليابانيون انتصارًا تكتيكيًا في معركة كولومبانغارا .  
12: بدء معركة بروخوروفكا ؛   أكبر معركة دبابات في تاريخ البشرية وجزء من معركة كورسك، وهي المعركة المحورية في عملية القلعة.
13 أغسطس ألغى هتلر هجوم كورسك، لكن السوفييت واصلوا المعركة.  
19: الحلفاء يقصفون روما للمرة الأولى. 
21: استهداف عملية بيليكوس لرادارات فريدريشهافن فورتسبورغ هو أول قصف لمنشأة صواريخ فاو-2 .
22: القوات الأمريكية بقيادة باتون تستولي على باليرمو ، صقلية.  
23 : طلبت القوات الجوية الأمريكية أول 100 نموذج من القاذفة الإستراتيجية العابرة للقارات كونفير بي-36 ذات ستة محركات. 
24 : هامبورغ، ألمانيا، تتعرض لقصف شديد في عملية عمورة،   والتي كانت في ذلك الوقت أعنف هجوم في تاريخ الطيران .
25: القبض على موسوليني وإعفائه من مكاتبه بعد لقاء مع الملك الإيطالي فيكتور إيمانويل الثالث الذي يختار المارشال بيترو بادوليو لتشكيل حكومة جديدة.  

## أغسطس
1: عملية موجة المد والجزر : تم قصف مصافي النفط في بلويشتي ، رومانيا ، من قبل قيادة القاذفات الأمريكية التاسعة .  

: اليابان تعلن استقلال دولة بورما في عهد با ماو . 
2897:2 من الغجر تعرضوا للغاز عندما تمت تصفية معسكرهم في أوشفيتز . 

: اصطدمت طائرة جون إف كينيدي PT-109 إلى قسمين وغرقت قبالة جزر سليمان .  
3: وقعت أول حادثتين من حوادث صفع جورج س. باتون في صقلية.  
5 : أعلنت الحكومة السويدية أنها لن تسمح بعد الآن للقوات الألمانية والمواد الحربية بعبور السكك الحديدية السويدية . 

 : الروس يستعيدون أوريل  وبيلغورود .  
6/7: الولايات المتحدة تفوز في معركة خليج فيلا قبالة كولومبانغارا في جزر سليمان.  
6 : بدأت القوات الألمانية في التدفق لتتولى الدفاعات الإيطالية. 
11: القوات الألمانية والإيطالية تبدأ بإخلاء صقلية. 
15: بدء المعركة البرية لجزيرة فيلا لافيلا في جزر سليمان.  

: القوات الأمريكية والكندية تغزو جزيرة كيسكا في جزر ألوشيان، دون أن تعلم أن اليابانيين قد تم إجلاؤهم بالفعل.   
16: اليهود البولنديون يبدأون المقاومة بأسلحة ضئيلة في بياليستوك .  ينتحر القادة عند نفاد الذخيرة.

: القوات الأمريكية تدخل ميسينا ، صقلية.  
17: صقلية كلها الآن تحت سيطرة الحلفاء. 

: خسارة فادحة لقاذفات الحلفاء في مهمة شفاينفورت-ريغنسبورغ .  

: تبدأ عملية القوس والنشاب بعملية هيدرا عندما يقصف سلاح الجو الملكي البريطاني منشأة الصواريخ بينامونده V-2.  
17/18: البرتغال ، في إشارة إلى المعاهدة الإنجليزية البرتغالية لعام 1373 ، تسمح للحلفاء باستخدام جزر الأزور لقواعد جوية وبحرية.  
19: وقع روزفلت وتشرشل على اتفاقية كيبيك خلال مؤتمر كيبيك . 
23: عملية بولكوفوديتس روميانتسيف تحرر خاركوف ، أوكرانيا.   أصبحت معركة كورسك أول هجوم صيفي سوفيتي كبير ناجح في الحرب.
29 : أثناء احتلال ألمانيا النازية للدنمارك ، حلت الأحكام العرفية محل الحكومة الدنماركية.  
31: القوات الجوية لشمال غرب أفريقيا تنفذ غارة جوية على مدينة بيزا الإيطالية.

## سبتمبر
1: 22.750.000 رجل وامرأة بريطانيين يعملون إما في الخدمات أو الدفاع المدني أو يقومون بأعمال حربية أساسية، وفقًا لوزارة العمل البريطانية. 
3: توقيع هدنة إيطالية سرية وانسحاب إيطاليا من الحرب. تم غزو البر الرئيسي لإيطاليا عندما هبط الفيلق البريطاني الثالث والعشرون في ريجيو كالابريا .  

: ألمانيا النازية تبدأ إجلاء المدنيين من برلين.
4: الاتحاد السوفييتي يعلن الحرب على بلغاريا.[بحاجة لمصدر]

 : فوج المظليين 503 تحت قيادة الجنرال الأمريكي دوغلاس ماك آرثر يهبط ويحتل نادزاب ، غرب مدينة لاي الساحلية في شمال شرق غينيا الجديدة. تقع لاي في أيدي الأستراليين وتستولي القوات الأسترالية على سالاماوا .  
8 أغسطس يعلن أيزنهاور علنًا استسلام إيطاليا للحلفاء. قام الألمان بتفعيل عملية آش ، وهي نزع سلاح القوات المسلحة الإيطالية.  

: القوات الجوية الأمريكية تقصف المقر العام الألماني لمنطقة البحر الأبيض المتوسط في فراسكاتي .
9: هبوط الحلفاء في ساليرنو بإيطاليا؛ في هذه الأثناء تستولي القوات البريطانية على تارانتو في كعب "الحذاء" الإيطالي.   تهدف استراتيجية الحلفاء إلى "الدفع" إلى أعلى "التمهيد".

: إيران تعلن الحرب على ألمانيا. 
10: القوات الألمانية تحتل روما .   في هذه الأثناء يستسلم الأسطول الإيطالي في مالطا وموانئ البحر الأبيض المتوسط الأخرى.
11: القوات البريطانية تدخل باري في جنوب شرق إيطاليا.  
12 : أنقذت الطائرات موسوليني من الأسر على قمة الجبل من قبل قوات الأمن الخاصة الألمانية بقيادة أوتو سكورزيني .  ثم يتم تعيين موسوليني من قبل هتلر، الذي ظل مخلصًا لصديقه القديم، كرئيس للدمية " الجمهورية الإيطالية الاجتماعية ".
13: تعرض رأس جسر ساليرنو للخطر مع تزايد الهجمات المضادة الألمانية.
14 : تبدأ القوات الألمانية محرقة فيانوس في جزيرة كريت والتي ستستمر لمدة يومين آخرين.
15: يطلب شيانغ كاي شيك استدعاء الجنرال ستيلويل، المستشار/القائد العسكري الأمريكي، لاقتراحه التحالف مع الشيوعيين. 
16: هبوط القوات البريطانية على العديد من الجزر اليونانية التي تسيطر عليها إيطاليا في بحر إيجه، بداية حملة دوديكانيز .

: القوات البريطانية والأمريكية تترابط بالقرب من رأس جسر ساليرنو. 
19: القوات الألمانية تجلي سردينيا .  
21: يمكن الآن اعتبار معركة سليمان في نهاية غير رسمية.

 : تبدأ مذبحة فرقة أكي : بعد مقاومة لمدة أسبوع، فرقة أكي الإيطالية في جزيرة سيفالونيا اليونانية تستسلم للألمان. خلال الأيام التالية، تم إعدام أكثر من 4500 إيطالي وفُقد 3000 آخرين أثناء النقل في البحر.
22 : هبوط القوات الأسترالية في فينشهافن ، وهو ميناء صغير في غينيا الجديدة.  يواصل اليابانيون المعركة حتى شهر أكتوبر.

: هاجمت الغواصات البريطانية القزمية السفينة الحربية الألمانية تيربيتز ، الراسية في المضيق البحري النرويجي، مما أدى إلى إصابتها بالشلل لمدة ستة أشهر.  
25: الجيش الأحمر يستعيد سمولينسك .  
26: الألمان يهاجمون جزيرة ليروس، بداية معركة ليروس .
27: استولى الألمان على جزيرة كورفو من الإيطاليين المحتلين السابقين. 

: قام شنغ شيكاي بإعدام شقيق ماو تسي تونغ ماو زيمين وتشن تانكيو ، مؤسس الحزب الشيوعي الصيني . 
28 : شعر أهل نابولي باقتراب الحلفاء، فانتفضوا ضد المحتلين الألمان. 
30: مع بدء الجستابو في اعتقال اليهود الدنماركيين، يرسل بعض الدنماركيين سرًا مواطنيهم اليهود إلى السويد عن طريق معابر القوارب الخطرة.  

## اكتوبر
هذا الشهر: تبدأ مجاعة روزاجايورا (حتى ديسمبر 1944) في مستعمرة رواندا-أوروندي البلجيكية الأفريقية.
1: النابوليون يكملون انتفاضتهم ويحررون نابولي من الاحتلال العسكري الألماني.
3: تشرشل يعين اللورد لويس مونتباتن قائداً لقيادة جنوب شرق آسيا .
3: الألمان يستولون على جزيرة كوس .
4: تحرير كورسيكا من قبل القوات الفرنسية الحرة.[بحاجة لمصدر]
5: الحلفاء يعبرون خط فولتورنو الإيطالي.
6: معركة فيلا لافيلا البحرية تكمل المرحلة الثانية من عملية عجلة العربة .
7: اليابانيون يعدمون 98 مدنيًا أمريكيًا في جزيرة ويك .
9: وصول الفيلق السابع للولايات المتحدة إلى المسرح الأوروبي.
10: تشيانج كاي شيك يؤدي اليمين كرئيس للحكومة القومية (الصين) . 
12 أغسطس تبدأ عملية قصف رابول حملة قصف ضد رابول .
13: إيطاليا تعلن الحرب على ألمانيا .
229:14 من أصل 292 طائرة من طراز B-17 وصلت إلى الهدف في الغارة الثانية على شفاينفورت . الخسائر فادحة للغاية لدرجة أنه تم تعليق حملة القصف النهاري طويلة المدى حتى يمكن مرافقة القاذفات بواسطة مقاتلات بي-51.

 نجح أعضاء معسكر الإبادة سوبيبور تحت الأرض، بقيادة السجين اليهودي البولندي ليون فيلدهيندلر والأسير اليهودي السوفييتي ألكسندر بيشيرسكي ، في قتل أحد عشر ضابطًا ألمانيًا من قوات الأمن الخاصة وعددًا من حراس المعسكر سرًا. على الرغم من أن خطتهم كانت تقضي بقتل جميع أفراد قوات الأمن الخاصة والخروج من البوابة الرئيسية للمعسكر، إلا أنه تم اكتشاف عمليات القتل وهرب النزلاء للنجاة بحياتهم تحت إطلاق النار. وفر حوالي 300 من أصل 600 سجين في المعسكر إلى الغابات.
18: انعقاد مؤتمر موسكو الثالث .
19 فبراير يتعاقد المكتب الحربي الألماني مع شركة مليتوريك لإنتاج 12000 صاروخ فاو-2 .
22/23: غارة جوية على مدينة كاسل تتسبب في عاصفة نارية استمرت سبعة أيام.
25: الجيش الأحمر يستولي على دنيبروبتروفسك .[بحاجة لمصدر]
29: تحل القوات محل عمال الموانئ المضربين في لندن.[بحاجة لمصدر]
31 : أمطار غزيرة في إيطاليا تبطئ تقدم الحلفاء جنوب روما.[بحاجة لمصدر]

## نوفمبر

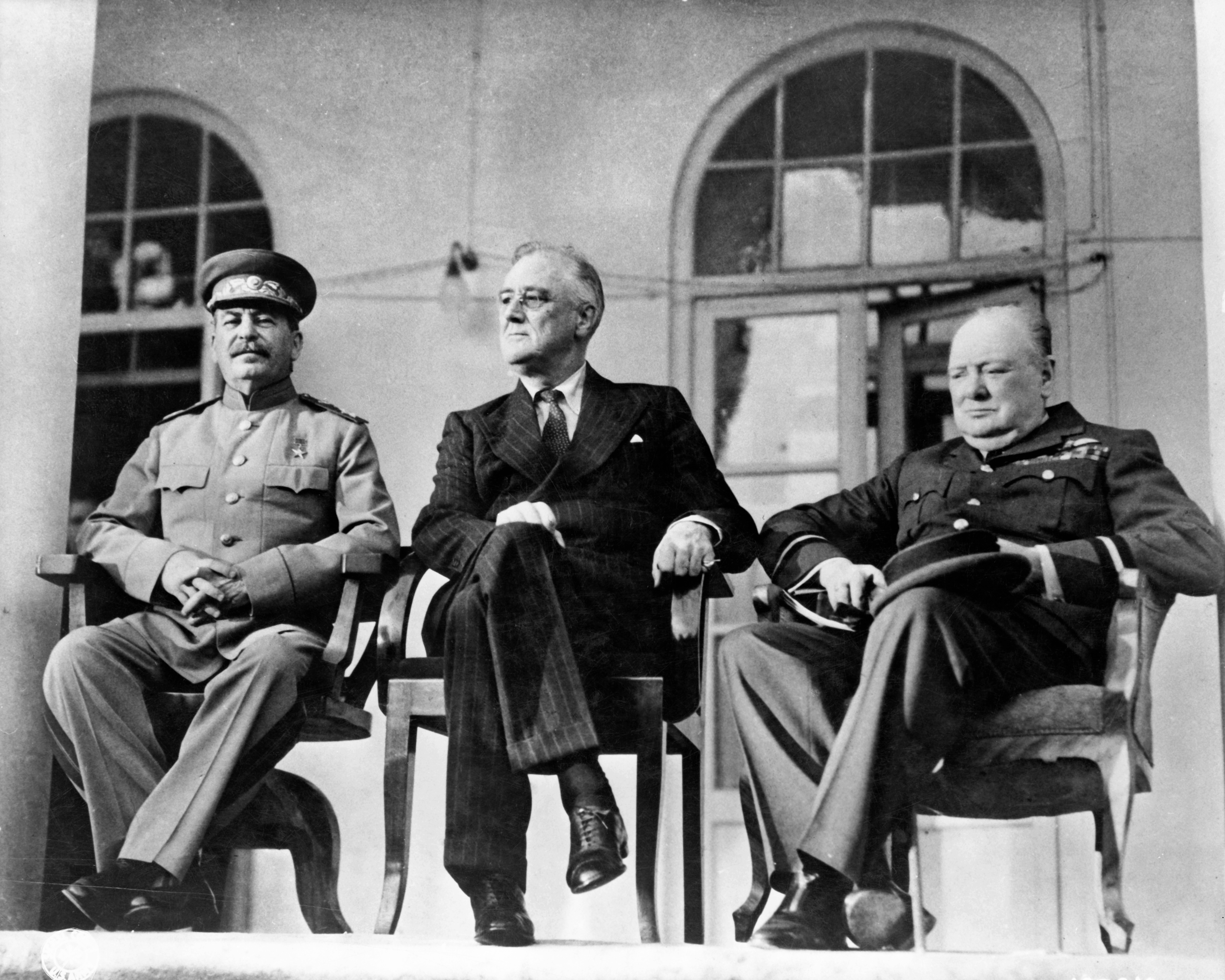
مؤتمر طهران (28 نوفمبر 1943): من اليسار إلى اليمين: الأمين العام للحزب الشيوعي جوزيف ستالين ، رئيس الولايات المتحدة فرانكلين د. روزفلت ، ورئيس وزراء المملكة المتحدة ونستون تشرشل

1: في عملية الوقت المناسب ، هبط مشاة البحرية الأمريكية في بوغانفيل في جزر سليمان . وسيستمر القتال في هذه الجزيرة حتى نهاية الحرب.
2 :في ساعات الصباح الباكر، تخوض السفن الأمريكية واليابانية معركة غير حاسمة في خليج الإمبراطورة أوغوستا قبالة بوغانفيل، لكن اليابانيين غير قادرين على إنزال تعزيزات.

: القوات البريطانية في إيطاليا تصل إلى نهر جاريجليانو .
3 : أطلق الألمان النار على حوالي 43 ألف يهودي في ثلاثة معسكرات في بولندا التي تحتلها ألمانيا في أكتيون إرنتيفيست في "مهرجان الحصاد" الذي استمر يومين.
5 : الإيطاليون يقصفون الفاتيكان في محاولة فاشلة لتعطيل راديو الفاتيكان.
6: الجيش الأحمر يحرر مدينة كييف . هذه هي الذكرى السنوية للثورة الروسية عام 1917.
9: الحلفاء يستولون على كاستيليوني، إيطاليا.

: الجنرال ديغول يصبح رئيسا للجنة الفرنسية للتحرير الوطني .

: أعضاء المقاومة البلجيكية ينشرون عدداً مزيفاً من صحيفة لو سوار المتعاونة، يسخرون فيه من الوضع الاستراتيجي الألماني.
11: تواصل القوة الجوية الأمريكية ضرب رابول.
12: يجتاح الألمان القوات البريطانية في جزر دوديكانيسيا قبالة تركيا.
14 : ضربت قاذفات قنابل ثقيلة تاراوا في جزر جيلبرت في المحيط الهادئ.
15: تشكيل قوة التدخل السريع المتحالفة لغزو أوروبا رسميًا.

 : أمر زعيم قوات الأمن الخاصة الألمانية هاينريش هيملر بوضع الغجر و"شبه الغجر" "على نفس مستوى اليهود ووضعهم في معسكرات الاعتقال ".
16: تزايد المقاومة المناهضة لألمانيا في إيطاليا؛ هناك انفجارات في ميلانو.

: تنتهي معركة ليروس باستسلام القوات البريطانية والإيطالية للألمان.

16 : قاذفة قنابل أمريكية تضرب منشأة للطاقة الكهرومائية ومصنع للمياه الثقيلة في مدينة فيمورك بالنرويج التي تسيطر عليها ألمانيا .

: ظهرت الغواصة اليابانية تغرق الغواصة يو إس إس قرب تشوك لاغون .
18: 440 طائرة تابعة لسلاح الجو الملكي تقصف برلين متسببة في أضرار طفيفة ومقتل 131 شخصًا. خسر سلاح الجو الملكي البريطاني تسع طائرات و53 طيارًا.
19 : يقوم سجناء معسكر اعتقال جانوسكا بتنظيم هروب/انتفاضة جماعية عندما يُطلب منهم التستر على أدلة جريمة قتل جماعي. يتم القبض على معظمهم وقتلهم.
20 : بدء العملية الجلفانية - هبوط قوات مشاة البحرية الأمريكية في تاراوا وقوات جيش الولايات المتحدة تهاجم جزيرة ماكين المرجانية في جزر جيلبرت وتتعرض لنيران كثيفة من مدافع الشاطئ اليابانية . لقد صُدم الجمهور الأمريكي بالخسائر الفادحة في الأرواح في تاراوا.

: تواصل القوات البريطانية بقيادة مونتغمري تقدمها البطيء على الجانب الشرقي من إيطاليا.
22: مؤتمر القاهرة : الرئيس الأمريكي فرانكلين روزفلت ورئيس الوزراء البريطاني ونستون تشرشل وزعيم جمهورية الصين تشيانغ كاي شيك يجتمعون في القاهرة بمصر لمناقشة سبل هزيمة اليابان .
23 : أضرار جسيمة من قصف الحلفاء لبرلين. والجدير بالذكر أن أوبرا برلين الألمانية في بسماركستراسي في منطقة شارلوتنبورغ في برلين قد تم تدميره.
24: استمرار القصف العنيف على برلين.
25: يخوض الأمريكيون واليابانيون معركة كيب سانت جورج البحرية بين بوكا وأيرلندا الجديدة . مدمرات الأدميرال أرلي بيرك تميز نفسها.

 : قصف رانغون من قبل القاذفات الأمريكية الثقيلة.
26: استمرار هجوم الجيش الأحمر في أوكرانيا.

: انتهاء مؤتمر القاهرة ("السدست")؛ روزفلت وتشرشل وتشيانج كاي شيك يكملون إعلان القاهرة الذي يتناول الخطة الإستراتيجية الشاملة ضد اليابان.
27: خسائر فادحة في صفوف المدنيين في برلين مع استمرار الغارات الجوية العنيفة.
28 : مؤتمر طهران . الرئيس الأمريكي فرانكلين دي روزفلت ورئيس الوزراء البريطاني ونستون تشرشل والزعيم السوفيتي جوزيف ستالين يجتمعون في طهران لمناقشة استراتيجية الحرب. (في 30 نوفمبر، توصلوا إلى اتفاق بشأن الغزو المخطط له في يونيو 1944 لأوروبا والذي أطلق عليه اسم عملية أوفرلورد ). أخيرًا حصل ستالين على الوعد الذي كان ينتظره.
29: انعقاد الجلسة الثانية للمجلس المناهض للفاشية للتحرير الوطني ليوغوسلافيا في يايسي ، البوسنة والهرسك ، لتحديد نظام ما بعد الحرب في البلاد.
30: في ماليزيا، أصدر اليابانيون الإخطار الحكومي رقم 41، الذي يشجع الأسر على زراعة محاصيلهم الغذائية والخضروات. سيتم منح الجوائز للعائلات التي نجحت، في حين سيتم معاقبة العائلات التي لم تمتثل لهذا الإخطار أو تركت أراضيها الشاغرة غير مزروعة. كتب هذا الإخطار إيتامي ماساكيتشي (بينانج شو تشوكان) في ٢٥ نوفمبر ١٩٤٣/٢٦٠٣.

## ديسمبر

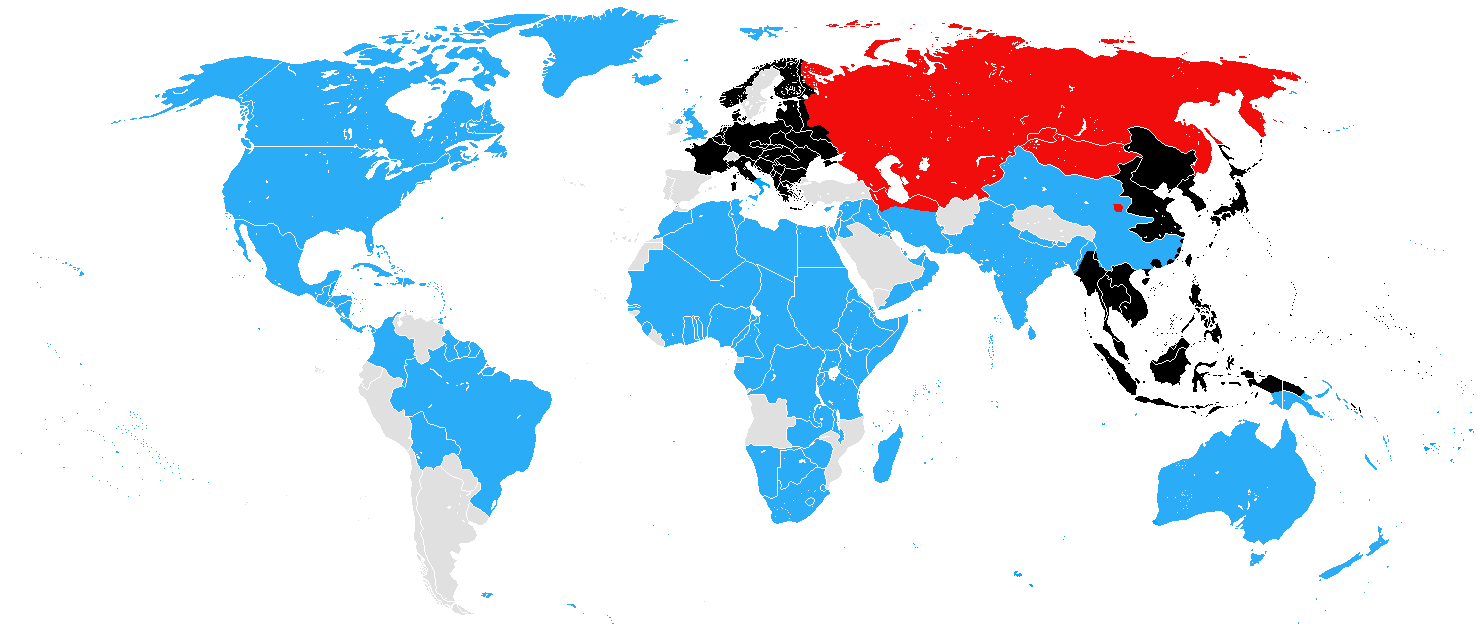
حالة الحلفاء وقوى المحور في ديسمبر 1943

2 أكتوبر قام الألمان بغارة جوية ناجحة للغاية على باري بإيطاليا. أصابت إحدى القنابل الألمانية سفينة شحن تابعة للحلفاء تحمل غاز الخردل ، مما أدى إلى إطلاق المادة الكيميائية التي قتلت 83 جنديًا من جنود الحلفاء. وقتل أكثر من 1000 جندي آخر في الغارة.
3: إدوارد ر. مورو يلقي بثه الكلاسيكي "الجحيم المنسق" الذي يبث عبر راديو سي بي إس ويصف غارة جوية ليلية للقوات الجوية الملكية على برلين .
4: في يوغوسلافيا ، زعيم المقاومة المارشال جوزيب بروز تيتو يعلن حكومة يوغوسلافية ديمقراطية مؤقتة في المنفى.
12: تم تعيين رومل رئيسًا لـ "قلعة أوروبا"، كبير المخططين ضد هجوم الحلفاء المتوقع.
13: جنود ألمان ينفذون مذبحة كالافريتا في جنوب اليونان.
وصول الفيلق الثامن للولايات المتحدة إلى المسرح الأوروبي.
14 : وصول الفيلق الخامس عشر للولايات المتحدة إلى المسرح الأوروبي.
16: استعادة كالينين في هجوم كبير للجيش الأحمر.
24 : الجنرال الأمريكي دوايت د. أيزنهاور يصبح القائد الأعلى لقوات الحلفاء في أوروبا.
26: غرق البارجة الألمانية شارنهورست قبالة نورث كيب (في القطب الشمالي) على يد قوة بريطانية بقيادة البارجة أتش أم أس .
26: هبوط مشاة البحرية الأمريكية في كيب غلوستر، بريطانيا الجديدة.
27 : تعيين الجنرال أيزنهاور رسميًا رئيسًا لغزو نورماندي.
28 : في بورما، حققت القوات الصينية بعض النجاح ضد اليابانيين.
29: تسليم السيطرة على جزر أندامان إلى آزاد هند من قبل اليابانيين
30: انتهاء هجمات القوات الجوية اليابانية على كلكتا.